# Cantone di Péronnas
Il Cantone di Péronnas era un cantone francese dell'arrondissement di Bourg-en-Bresse, creato nel 1984 e con capoluogo Péronnas.
A seguito della riforma approvata con decreto del 13 febbraio 2014, che ha avuto attuazione dopo le elezioni dipartimentali del 2015, è stato soppresso.

## Composizione
Comprendeva 8 comuni:
- Lent
- Montagnat
- Montracol
- Péronnas
- Saint-André-sur-Vieux-Jonc
- Saint-Just
- Saint-Rémy
- Servas